# Dzieci z Izieu

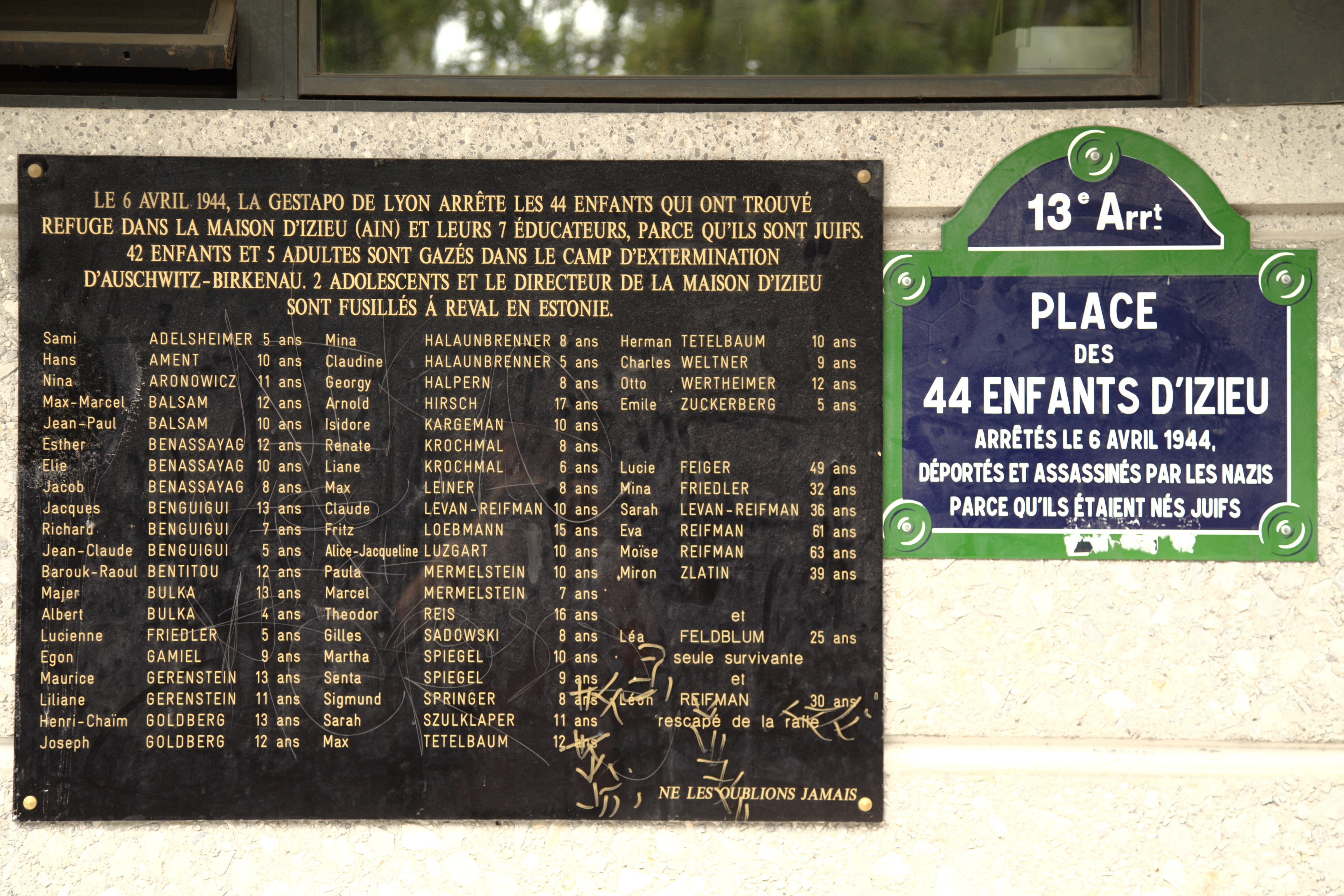
Tablica upamiętniająca dzieci z Izieu na ścianie domu przy placu ich imienia w Paryżu

Dzieci z Izieu – grupa 44 żydowskich dzieci ukrywanych przez małżeństwo Mirona i Sabine Zlatin (również Żydów) w domu w miasteczku Izieu w departamencie Ain, które zostały na rozkaz Klausa Barbie wywiezione do Auschwitz-Birkenau i Tallinna. Spośród 51 zatrzymanych osób przeżyć udało się tylko Lei Feldblum – jednej z opiekunek i współprowadzących schronisko.
Inicjatorką powstania „domu dziecka” w celu ratowania żydowskich dzieci była Sabine Zlatin. Grupa dzieci pod jej opieką ukrywała się najpierw w miejscowości Palavas-Les-Flots, a od wiosny 1943 w Izieu. W urządzeniu domu pomagali działacze Organizacji Pomocy Dzieciom – żydowskiej organizacji powstałej w Rosji w 1912 oraz mer Izieu Pierre Wiltzer. Początkowo ta lokalizacja wydawała się bezpieczna; dopiero w lutym 1944 aresztowanie przez hitlerowców działaczy OSE w Chambéry skłoniło Zlatin do poszukiwania innego domu. Wyjechała ona do Montpellier szukać pomocy u księdza Prevosta, który już wcześniej pomagał w ratowaniu żydowskich dzieci.
6 kwietnia 1944, za zgodą administracji terytorialnej Vichy, oddział Gestapo pod dowództwem Klausa Barbie wtargnął do domu i zatrzymał wszystkie obecne w nim dzieci oraz siedmioro wychowawców. Uciec udało się wychowawcy, Leonowi Reifmanowi, który zdołał ukryć się w krzakach i został ocalony przez mieszkańców Izieu. Wszyscy zostali uwięzieni w Lyonie, następnie przetrzymywano ich w obozie w Drancy, skąd dzieci zostały skierowane do Auschwitz-Birkenau, zaś dwójka najstarszych razem z Mironem Zlatinem – do obozu w Tallinnie. Jedynie Sabine Zlatin, która w momencie napaści przebywała w Montpellier, gdzie poszukiwała lepszego miejsca schronienia dla dzieci, nie została zatrzymana. Osoby wysłane do Tallinna zostały natychmiast po przyjeździe rozstrzelane, zaś z 42 dzieci wysłanych do Auschwitz tylko jedna aresztowana, Lea Feldblum, uniknęła śmierci w komorze gazowej.
W 1987 z inicjatywy Sabine Zlatin i rady miejskiej Lyonu w domu, gdzie ukrywały się dzieci, urządzono muzeum, które w kwietniu 1994 uroczyście otworzył prezydent Francji François Mitterrand. W 2007 powstał film Alaina Wermusa Dama z Izieu poświęcony losom Sabine Zlatin. Tytułową rolę zagrała Véronique Genest. W 1993 dom w Izieu, obok obozu w Gurs i Welodromu Zimowego (miejsca przetrzymywania zatrzymanych w obławie Vel d’Hiv) stał się jednym z trzech francuskich miejsc pamięci o ofiarach rasistowskiej i antysemickiej polityki hitlerowców i państwa Vichy.